# Tricholimax hylae
Tricholimax, Tricholimacidae
Famille
Genre
Espèce
Tricholimax hylae est l'unique espèce d'amibes du genre Tricholimax et de la famille des Tricholimacidae (classe des Archamoebea et ordre des Pelobiontida).

## Étymologie
Le nom de genre Tricholimax, dérivé du grec ancien θριξ / thrix), « cheveu, poil, soie, cil », et du suffixe latin ‑limax « limace », littéralement « limace ciliée », en référence au fait que cette amibe possède un unique cil immobile.
L'épithète spécifique -hylae fait référence au fait que cette amibe vit en parasite dans l'intestin de têtards verts, probables larves d'amphibiens du genre Hyla.

## Description
Frenzel en 1897 décrit ainsi l'espèce : Tricholimax hylae, comme son nom l'indique, vit dans la partie terminale du canal intestinal de têtards verts, probables larves d'amphibiens du genre Hyla.
Il est de forme allongée, généralement quasi cylindrique, avec des extrémités arrondies. Sa reptation vers l'avant lui imprime une légère courbure et torsion, parfois un gonflement de l'extrémité avant avec un affûtage simultané de l'extrémité arrière. L'extrémité avant plus épaisse, est toujours arrondie ; à l'arrière quelques lobules se forment  parfois. Ces déformations de chevauchement apparaissent et disparaissent rapidement.
La taille du Tricholimax est d'environ 80 µm de longueur sur environ 22 µm de largeur.
On distingue un ectoplasme à grain très fin qui occupe un espace étroit, séparé par une fine ligne d’un endoplasme hyalin. Ce dernier contient des inclusions diverses : composants alimentaires, détritus, grains de chlorophylle, particules de sable, etc., qui sont extraits du contenu intestinal de l'hôte. Les corps étrangers ainsi captés se disposent en trois rangées, dont les deux plus extérieures coulent vers l'arrière, tandis que celle du milieu coule vers l'avant, c’est-à-dire vers le noyau, où elles se divisent à droite et à gauche et se courbent latéralement, à peu près à la hauteur de la base du noyau, pour refluer à nouveau vers l'arrière. Trois courants de plasma sont ainsi actifs : deux externes en forme de gaine dirigés vers l'arrière et un interne en forme de colonne s’écoulant vers l'avant ; ces courants rapides, uniformes et sans interruption, que la cellule avance, recule ou reste immobile, sont analogues aux courants de plasma de certaines cellules végétales. 
Si aucune vacuole, contractile ou non, n’a été observée dans le contenu endoplasmique, par contre des corps ressemblant à du paramylon sont souvent présents, lesquels pourraient être utilisés comme nourriture.
Le noyau est sphérique ; il mesure 8 à 9 µm de diamètre et contient une vésicule rugueuse, sphérique assez grande en position centrale ; il s’agit d’une « morulite » (c'est-à-dire une masse de chromatine) de 4 à 5 µm de diamètre.
Le flagelle, droit ou courbé, nait au niveau du pôle avant qui, contrairement à tout autre flagelle, est court et ne vibre pas. Sa longueur est à peine supérieure au diamètre du noyau, soit environ 10 µm, dont environ 3 µm sont à l'intérieur de la cellule ; il serait plus correct de l'appeler cirre.
En 1892, Robert Lucas, évoquant l'espèce, en donne les renseignements synthétiques suivants : « parmi les amibes flagellées, Tricholimax hylae a une position unique car elle n'a qu'un flagelle très court... Son plasma a un mode d'écoulement très particulier : en effet, les corps étrangers absorbés se  disposent en trois flux, les deux extérieurs s'écoulent vers l'arrière, celui du milieu s'écoule vers le noyau. »

## Habitat
Tricholimax hylae vit en parasite dans la partie terminale du canal intestinal de têtards verts, probables larves d'amphibiens du genre Hyla, autrement dit en français, des « rainettes ».

## Systématique
Le nom valide de ce taxon est Tricholimax hylae Frenzel (d), 1892. 

## Publication originale
- T. Cavalier-Smith, « Évolution précoce des modes d'alimentation des eucaryotes, diversité structurale cellulaire et classification des phylums protozoaires Loukozoa, Sulcozoa et Choanozoa », Revue européenne de protistologie, 2012, vol. 49, p. 2, p. 115-178, 3 figures, 8 tableaux.
- (de) Johannes Frenzel, « Untersuchungen über die mikroskopische Fauna Argentiniens. Erster Tiel: Die Protozoen », Bibliotheca zoologica, vol. 4, no 12,‎ 1897, p. 35-37 + Pl. III Fig. 2-4 (ISSN 0044-5088, lire en ligne, consulté le 22 février 2025).